# بقايا قنطرة وادي
بقايا قنطرة وادي حيدرة  هو معلم أثري تونسي مصنف من قبل المعهد الوطني للتراث يقع في ولاية القصرين في الوسط الغربي التونسي، تحديدا في مدينة حيدرة تم تصنيف المعلم في يوم 16 نوفمبر 1928.

## مقالات ذات صلة
- قائمة المعالم الأثرية المصنفة في تونس